# Сокровища белой богини
«Сокровища белой богини» (исп. El Tesoro de la diosa blanca) — франко-испанский фильм ужасов о каннибалах, снятый режиссёром Хесусом Франко и вышедший в прокат в 1983 году. Фильм также известен под названиями «Алмазы Килиманджаро», «Мир каннибалов 4» и «Мир каннибалов 4: Белая богиня каннибалов».

## Сюжет
Много лет назад девушка Диана пропала в джунглях Африки. Здесь она выросла и стала принцессой племени Мабуто, вместе со своим отцом, Великим Белым Вождём. Спустя 15 лет в эти самые джунгли мать пропавшей Дианы организовывает экспедицию для поиска своей дочери. Однако несколько участников экспедиции имеют свои корыстные цели прибытия в Африку — их заботят имеющиеся здесь драгоценные камни. В это же время члены племени Мабуто начинают свою охоту за участниками экспедиции с целью их убить за алчность. Спастись от представителей каннибальского племени участникам экспедиции помогает Диана, которая у племени имеет священный статус, как и её отец — вождь племени. Однако, несмотря на помощь Дианы, никто из экспедиции не выживает. И сама Диана вовсе не захотела возвращаться в цивилизованный мир, здесь она Богиня, а там — никто.

## В ролях
- Катя Бинерт — Диана
- Антонио Маянс — Фред Перейра
- Алина Месс — Ноба
- Альбино Грациани — Пэйтон
- Оливер Мато — Метью
- Мари Кармен Ниэто — Лита
- Дэниэл Уайт — мистер Ди Винтер
- Лина Ромай — Хермин
- Дэниэл Кац — пилот
- Йоланда Мобита — девушка